# Tour d'Italie féminin 1998
La 9e édition du Tour d'Italie féminin (Giro Donne 1998, Giro d'Italia Internazionale Femminile en italien) a lieu du 1er au 12 juillet 1998. La course fait partie du calendrier UCI féminin en catégorie 2.9.1.
Greta Zocca remporte les deux premières étapes au sprint. Sur un parcours plus vallonné, Diana Žiliūtė gagne le sprint tandis que Sara Felloni s'empare du maillot rose. Anna Wilson en fait de même sur la quatrième étape. La cinquième étape permet aux favorites de se départager. Fabiana Luperini s'impose à domicile en haut du Monte Serra et s'empare de la tête du classement général. Elle gagne de nouveau le lendemain, sur un terrain plus facile. Une échappée de six coureuses se dispute la victoire de la septième étape, secteur a, Anna Wilson en est la plus rapide. Dans le contre-la-montre qui suit, Linda Jackson s'impose et obtient le maillot rose. Luisiana Pegoraro gagne en solitaire sur la difficile huitième étape. Fabiana Luperini s'impose largement en haut du col Pordoi et reprend la tête du classement général. Sur la dixième étape, Luperini aide sa coéquipière Pia Sundstedt à remporter la victoire. L'ultime étape est gagnée au sprint par Greta Zocca. Fabiana Luperini gagne son quatrième Tour d'Italie de rang. Elle est aussi meilleure grimpeuse. Linda Jackson est deuxième et Barbara Heeb troisième. Anna Wilson remporte le classement par points et Cindy Pieters celui de la meilleure jeune.

## Présentation

### Parcours
Les trois étapes sont globalement plates et se destinent aux sprinteuses. Sur la quatrième étape, un tour de 21 km est effectué quatre fois. La Tramontana, longue de 10 km, fait partie de ce tour. Le lendemain, les cent premiers kilomètres sont plats avant d'escalader le Monte Serra. La sixième étape comporte une ascension de deuxième catégorie au bout de trente kilomètres. Elle est suivie d'une section plate. Une montée, longue de 6 km précède une descente et la montée finale, de 1,5 km vers l'arrivée. La première partie de la septième étape est plate. Le contre-la-montre de l'après-midi est technique. La huitième étape a une difficulté avec des pentes de 16 % maximum au bout de quinze kilomètres. Le final de l'étape consiste en trois tours longs de 12 km comportant une côte. L'étape suivante consiste principalement en la montée du col Pordoi. La dixième étape se dispute en circuit plat. La onzième étape est particulièrement difficile avec les montées vers Pieve d'Alpago, de Sant'Anna, Broz et Tambre,,.

### Équipes
On peut remarquer que les équipes Mimosa-Sprint et Vittorio-Veneto-Sprint partagent le même partenaire et courent comme une seule formation,. La liste des équipes n'est pas connues, seules celles identifiées sont listées ci-dessous.
| Équipes féminines professionnelles (7)- Mimosa-Sprint - Vittorio Veneto-Sprint - Acca Due O-Lorena Camicie - Saeco-Timex - Edil Savino - Oliviero Sport - SC Michela Fanini Record Box Équipes nationales (2)- Australie - Ukraine Équipe féminines amateur (2)- Albatros Lega del Filo d'oro - Mista Verde |
| |

### Favorites
Fabiana Luperini a remporté les trois dernières éditions et est donc logiquement favorite. Le parcours montagneux avec une arrivée au Monte Serra près de chez elle, est à son avantage. Linda Jackson, deuxième en 1997 et vainqueur du Tour de l'Aude est sa principale rivale.

## Étapes
| Étape      | Date      | Villes étapes                 | type                        | Distance (km) | Vainqueur d'étape | Leader du classement général |
| ---------- | --------- | ----------------------------- | --------------------------- | ------------- | ----------------- | ---------------------------- |
| 1re étape  | 1 juill.  | Cagliari – Cagliari           | étape de plaine             | 96,3          | Greta Zocca       | Greta Zocca                  |
| 2e étape   | 2 juill.  | Sardara – Arborea             | étape de plaine             | 100           | Greta Zocca       | Greta Zocca                  |
| 3e étape   | 3 juill.  | Macomer – Macomer             | étape vallonnée             | 68            | Diana Žiliūtė     | Sara Felloni                 |
| 4e étape   | 4 juill.  | Civitavecchia – Civitavecchia | étape vallonnée             | 80,5          | Anna Wilson       | Sara Felloni                 |
| 5e étape   | 5 juill.  | Pontedera – Monte Serra       | étape de montagne           | 106,8         | Fabiana Luperini  | Fabiana Luperini             |
| 6e étape   | 6 juill.  | Cascia – Assise               | étape vallonnée             | 99            | Fabiana Luperini  | Fabiana Luperini             |
| 7e a étape | 7 juill.  | Novellara – Correggio         | étape de plaine             | 85,2          | Anna Wilson       | Fabiana Luperini             |
| 7e b étape | 7 juill.  | Rio Saliceto – Correggio      | contre-la-montre individuel | 15,8          | Linda Jackson     | Linda Jackson                |
| 8e étape   | 8 juill.  | Casalecchio di Reno – Imola   | étape de moyenne montagne   | 116           | Luisiana Pegoraro | Linda Jackson                |
| 9e étape   | 9 juill.  | Predazzo – col Pordoi         | étape de montagne           | 95            | Fabiana Luperini  | Fabiana Luperini             |
| 10e étape  | 10 juill. | Bibione – Bibione             | étape de plaine             | 97,5          | Anna Wilson       | Fabiana Luperini             |
| 11e étape  | 11 juill. | Longarone – Tambre            | étape de montagne           | 97,3          | Pia Sundstedt     | Fabiana Luperini             |
| 12e étape  | 12 juill. | Conegliano – Vittorio Veneto  | étape vallonnée             | 116           | Greta Zocca       | Fabiana Luperini             |

## Déroulement de la course

### 1reétape
Il fait près de quarante degrés sur la course. Paola Ferretti s'échappe seule avant d'être reprise. Un trio part ensuite avec Julie Young, Sonia Ugolini et Tracey Gaudry. Le peloton les reprend également. Lucia Pizzolotto attaque. Néanmoins, la course se conclut au sprint et Greta Zocca s'impose,. 
| \| Classement de l'étape \| Classement de l'étape \| Classement de l'étape \| Classement de l'étape \| Classement de l'étape \| \| Coureur \| Coureur \| Pays \| Équipe \| Temps \| \| --------------------- \| ---------------------- \| --------------------- \| ---------------------------- \| --------------------- \| \| 1re \| Greta Zocca \| Italie \| Vittorio Veneto-Sprint \| 2 h 14 min 38 s \| \| 2e \| Diana Žiliūtė \| Lituanie \| Acca Due O-Lorena Camicie \| + 0 s \| \| 3e \| Sara Felloni \| Italie \| Edil Savino \| + 0 s \| \| 4e \| Regina Schleicher \| Allemagne \| Albatros Lega del Filo d'oro \| + 0 s \| \| 5e \| Alessandra Cappellotto \| Italie \| Acca Due O-Lorena Camicie \| + 0 s \| \| 6e \| Mara Calliope \| Italie \| Mista Verde \| + 0 s \| \| 7e \| Sigrid Corneo \| Italie \| SC Michela Fanini Record Rox \| + 0 s \| \| 8e \| Barbara Heeb \| Suisse \| Acca Due O-Lorena Camicie \| + 0 s \| \| 9e \| Imelda Chiappa \| Italie \| Edil Savino \| + 0 s \| \| 10e \| Anna Wilson \| Australie \| Australie \| + 0 s \| |                        |           |                              |                 |
| |                        |           |                              |                 |
| |                        |           |                              |                 |
| Classement de l'étape |                        |           |                              |                 |
| Coureur | Coureur                | Pays      | Équipe                       | Temps           |
| 1re | Greta Zocca            | Italie    | Vittorio Veneto-Sprint       | 2 h 14 min 38 s |
| 2e | Diana Žiliūtė          | Lituanie  | Acca Due O-Lorena Camicie    | + 0 s           |
| 3e | Sara Felloni           | Italie    | Edil Savino                  | + 0 s           |
| 4e | Regina Schleicher      | Allemagne | Albatros Lega del Filo d'oro | + 0 s           |
| 5e | Alessandra Cappellotto | Italie    | Acca Due O-Lorena Camicie    | + 0 s           |
| 6e | Mara Calliope          | Italie    | Mista Verde                  | + 0 s           |
| 7e | Sigrid Corneo          | Italie    | SC Michela Fanini Record Rox | + 0 s           |
| 8e | Barbara Heeb           | Suisse    | Acca Due O-Lorena Camicie    | + 0 s           |
| 9e | Imelda Chiappa         | Italie    | Edil Savino                  | + 0 s           |
| 10e | Anna Wilson            | Australie | Australie                    | + 0 s           |

| \| Classement général \| Classement général \| Classement général \| Classement général \| Classement général \| \| Coureur \| Coureur \| Pays \| Équipe \| Temps \| \| ------------------ \| ---------------------- \| ------------------ \| ---------------------------- \| ------------------ \| \| 1re \| Greta Zocca \| Italie \| Vittorio Veneto-Sprint \| 2 h 14 min 38 s \| \| 2e \| Diana Žiliūtė \| Lituanie \| Acca Due O-Lorena Camicie \| + 0 s \| \| 3e \| Sara Felloni \| Italie \| Edil Savino \| + 0 s \| \| 4e \| Regina Schleicher \| Allemagne \| Albatros Lega del Filo d'oro \| + 0 s \| \| 5e \| Alessandra Cappellotto \| Italie \| Acca Due O-Lorena Camicie \| + 0 s \| \| 6e \| Mara Calliope \| Italie \| Mista Verde \| + 0 s \| \| 7e \| Sigrid Corneo \| Italie \| SC Michela Fanini Record Rox \| + 0 s \| \| 8e \| Barbara Heeb \| Suisse \| Serotta-Appenzeller \| + 0 s \| \| 9e \| Imelda Chiappa \| Italie \| Edil Savino \| + 0 s \| \| 10e \| Anna Wilson \| Australie \| Australie \| + 0 s \| |                        |           |                              |                 |
| |                        |           |                              |                 |
| |                        |           |                              |                 |
| Classement général |                        |           |                              |                 |
| Coureur | Coureur                | Pays      | Équipe                       | Temps           |
| 1re | Greta Zocca            | Italie    | Vittorio Veneto-Sprint       | 2 h 14 min 38 s |
| 2e | Diana Žiliūtė          | Lituanie  | Acca Due O-Lorena Camicie    | + 0 s           |
| 3e | Sara Felloni           | Italie    | Edil Savino                  | + 0 s           |
| 4e | Regina Schleicher      | Allemagne | Albatros Lega del Filo d'oro | + 0 s           |
| 5e | Alessandra Cappellotto | Italie    | Acca Due O-Lorena Camicie    | + 0 s           |
| 6e | Mara Calliope          | Italie    | Mista Verde                  | + 0 s           |
| 7e | Sigrid Corneo          | Italie    | SC Michela Fanini Record Rox | + 0 s           |
| 8e | Barbara Heeb           | Suisse    | Serotta-Appenzeller          | + 0 s           |
| 9e | Imelda Chiappa         | Italie    | Edil Savino                  | + 0 s           |
| 10e | Anna Wilson            | Australie | Australie                    | + 0 s           |

### 2eétape
Barbara Delvai s'échappe, mais est reprise. Comme la veille, la victoire est disputée au sprint. Greta Zocca devance Sara Felloni. 
| \| Classement de l'étape \| Classement de l'étape \| Classement de l'étape \| Classement de l'étape \| Classement de l'étape \| \| Coureur \| Coureur \| Pays \| Équipe \| Temps \| \| --------------------- \| --------------------- \| --------------------- \| ---------------------------- \| --------------------- \| \| 1re \| Greta Zocca \| Italie \| Vittorio Veneto-Sprint \| 2 h 33 min 43 s \| \| 2e \| Sara Felloni \| Italie \| Edil Savino \| + 0 s \| \| 3e \| Julie Young \| États-Unis \| SC Michela Fanini Record Rox \| + 0 s \| \| 4e \| Kendra Wenzel \| États-Unis \| Saeco-Timex \| + 0 s \| \| 5e \| Gabriella Pregnolato \| Italie \| Mimosa-Sprint \| + 0 s \| \| 6e \| Diana Žiliūtė \| Lituanie \| Acca Due O-Lorena Camicie \| + 0 s \| \| 7e \| Zita Urbonaitė \| Lituanie \| Acca Due O-Lorena Camicie \| + 0 s \| \| 8e \| Barbara Heeb \| Suisse \| Acca Due O-Lorena Camicie \| + 0 s \| \| 9e \| Zinaida Stahurskaia \| Biélorussie \| Mista Verde \| + 0 s \| \| 10e \| Iryna Chuzhynova \| Ukraine \| \| + 0 s \| |                      |             |                              |                 |
| |                      |             |                              |                 |
| |                      |             |                              |                 |
| Classement de l'étape |                      |             |                              |                 |
| Coureur | Coureur              | Pays        | Équipe                       | Temps           |
| 1re | Greta Zocca          | Italie      | Vittorio Veneto-Sprint       | 2 h 33 min 43 s |
| 2e | Sara Felloni         | Italie      | Edil Savino                  | + 0 s           |
| 3e | Julie Young          | États-Unis  | SC Michela Fanini Record Rox | + 0 s           |
| 4e | Kendra Wenzel        | États-Unis  | Saeco-Timex                  | + 0 s           |
| 5e | Gabriella Pregnolato | Italie      | Mimosa-Sprint                | + 0 s           |
| 6e | Diana Žiliūtė        | Lituanie    | Acca Due O-Lorena Camicie    | + 0 s           |
| 7e | Zita Urbonaitė       | Lituanie    | Acca Due O-Lorena Camicie    | + 0 s           |
| 8e | Barbara Heeb         | Suisse      | Acca Due O-Lorena Camicie    | + 0 s           |
| 9e | Zinaida Stahurskaia  | Biélorussie | Mista Verde                  | + 0 s           |
| 10e | Iryna Chuzhynova     | Ukraine     |                              | + 0 s           |

| \| Classement général \| Classement général \| Classement général \| Classement général \| Classement général \| \| Coureur \| Coureur \| Pays \| Équipe \| Temps \| \| ------------------ \| ------------------- \| ------------------ \| ---------------------------- \| ------------------ \| \| 1re \| Greta Zocca \| Italie \| Vittorio Veneto-Sprint \| 4 h 48 min 21 s \| \| 2e \| Sara Felloni \| Italie \| Edil Savino \| + 0 s \| \| 3e \| Diana Žiliūtė \| Lituanie \| Acca Due O-Lorena Camicie \| + 0 s \| \| 4e \| Barbara Heeb \| Suisse \| Acca Due O-Lorena Camicie \| + 0 s \| \| 5e \| Regina Schleicher \| Allemagne \| Albatros Lega del Filo d'oro \| + 0 s \| \| 6e \| Zinaida Stahurskaia \| Biélorussie \| Mista Verde \| + 0 s \| \| 7e \| Iryna Chuzhynova \| Ukraine \| \| + 0 s \| \| 8e \| Zita Urbonaitė \| Lituanie \| Acca Due O-Lorena Camicie \| + 0 s \| \| 9e \| Oksana Saprykina \| Ukraine \| \| + 0 s \| \| 10e \| Anna Wilson \| Australie \| Australie \| + 0 s \| |                     |             |                              |                 |
| |                     |             |                              |                 |
| |                     |             |                              |                 |
| Classement général |                     |             |                              |                 |
| Coureur | Coureur             | Pays        | Équipe                       | Temps           |
| 1re | Greta Zocca         | Italie      | Vittorio Veneto-Sprint       | 4 h 48 min 21 s |
| 2e | Sara Felloni        | Italie      | Edil Savino                  | + 0 s           |
| 3e | Diana Žiliūtė       | Lituanie    | Acca Due O-Lorena Camicie    | + 0 s           |
| 4e | Barbara Heeb        | Suisse      | Acca Due O-Lorena Camicie    | + 0 s           |
| 5e | Regina Schleicher   | Allemagne   | Albatros Lega del Filo d'oro | + 0 s           |
| 6e | Zinaida Stahurskaia | Biélorussie | Mista Verde                  | + 0 s           |
| 7e | Iryna Chuzhynova    | Ukraine     |                              | + 0 s           |
| 8e | Zita Urbonaitė      | Lituanie    | Acca Due O-Lorena Camicie    | + 0 s           |
| 9e | Oksana Saprykina    | Ukraine     |                              | + 0 s           |
| 10e | Anna Wilson         | Australie   | Australie                    | + 0 s           |

### 3eétape
Greta Zocca est distancée au bout de dix kilomètres. Alessandra Cappellotto mène un train élevé durant l'étape, ce qui provoque une sélection importante. Ce groupe réduit se départage au sprint avec la victoire de Diana Žiliūtė. En l'absence de bonifications, l'attribution du maillot rose s'effectue en fonction de la position des coureuses sur les étapes, les sprints intermédiaires et prix des monts. À ce jeu, Sara Felloni s'empare du maillot,.
| \| Classement de l'étape \| Classement de l'étape \| Classement de l'étape \| Classement de l'étape \| Classement de l'étape \| \| Coureur \| Coureur \| Pays \| Équipe \| Temps \| \| --------------------- \| ---------------------- \| --------------------- \| ---------------------------- \| --------------------- \| \| 1re \| Diana Žiliūtė \| Lituanie \| Acca Due O-Lorena Camicie \| 1 h 46 min 48 s \| \| 2e \| Sara Felloni \| Italie \| Edil Savino \| + 0 s \| \| 3e \| Anna Wilson \| Australie \| Australie \| + 0 s \| \| 4e \| Imelda Chiappa \| Italie \| Edil Savino \| + 0 s \| \| 5e \| Alessandra Cappellotto \| Italie \| Acca Due O-Lorena Camicie \| + 0 s \| \| 6e \| Roberta Bonanomi \| Italie \| Mimosa-Sprint \| + 0 s \| \| 7e \| Valeria Cappellotto \| Italie \| Mimosa-Sprint \| + 0 s \| \| 8e \| Svetlana Guiguileva \| Ukraine \| Albatros Lega del Filo d'oro \| + 0 s \| \| 9e \| Fabiana Luperini \| Italie \| Mimosa-Sprint \| + 0 s \| \| 10e \| Pamela Schuster \| États-Unis \| Saeco-Timex \| + 0 s \| |                        |            |                              |                 |
| |                        |            |                              |                 |
| |                        |            |                              |                 |
| Classement de l'étape |                        |            |                              |                 |
| Coureur | Coureur                | Pays       | Équipe                       | Temps           |
| 1re | Diana Žiliūtė          | Lituanie   | Acca Due O-Lorena Camicie    | 1 h 46 min 48 s |
| 2e | Sara Felloni           | Italie     | Edil Savino                  | + 0 s           |
| 3e | Anna Wilson            | Australie  | Australie                    | + 0 s           |
| 4e | Imelda Chiappa         | Italie     | Edil Savino                  | + 0 s           |
| 5e | Alessandra Cappellotto | Italie     | Acca Due O-Lorena Camicie    | + 0 s           |
| 6e | Roberta Bonanomi       | Italie     | Mimosa-Sprint                | + 0 s           |
| 7e | Valeria Cappellotto    | Italie     | Mimosa-Sprint                | + 0 s           |
| 8e | Svetlana Guiguileva    | Ukraine    | Albatros Lega del Filo d'oro | + 0 s           |
| 9e | Fabiana Luperini       | Italie     | Mimosa-Sprint                | + 0 s           |
| 10e | Pamela Schuster        | États-Unis | Saeco-Timex                  | + 0 s           |

| \| Classement général \| Classement général \| Classement général \| Classement général \| Classement général \| \| Coureur \| Coureur \| Pays \| Équipe \| Temps \| \| ------------------ \| ---------------------- \| ------------------ \| ---------------------------- \| ------------------ \| \| 1re \| Sara Felloni \| Italie \| Edil Savino \| 6 h 35 min 09 s \| \| 2e \| Diana Žiliūtė \| Lituanie \| Acca Due O-Lorena Camicie \| + 0 s \| \| 3e \| Barbara Heeb \| Suisse \| Serotta-Appenzeller \| + 0 s \| \| 4e \| Anna Wilson \| Australie \| Australie \| + 0 s \| \| 5e \| Imelda Chiappa \| Italie \| Edil Savino \| + 0 s \| \| 6e \| Alessandra Cappellotto \| Italie \| Acca Due O-Lorena Camicie \| + 0 s \| \| 7e \| Zita Urbonaitė \| Lituanie \| Acca Due O-Lorena Camicie \| + 0 s \| \| 8e \| Julie Young \| États-Unis \| SC Michela Fanini Record Rox \| + 0 s \| \| 9e \| Svetlana Guiguileva \| Ukraine \| Albatros Lega del Filo d'oro \| + 0 s \| \| 10e \| Valentina Polkhanova \| Russie \| Edil Savino \| + 0 s \| |                        |            |                              |                 |
| |                        |            |                              |                 |
| |                        |            |                              |                 |
| Classement général |                        |            |                              |                 |
| Coureur | Coureur                | Pays       | Équipe                       | Temps           |
| 1re | Sara Felloni           | Italie     | Edil Savino                  | 6 h 35 min 09 s |
| 2e | Diana Žiliūtė          | Lituanie   | Acca Due O-Lorena Camicie    | + 0 s           |
| 3e | Barbara Heeb           | Suisse     | Serotta-Appenzeller          | + 0 s           |
| 4e | Anna Wilson            | Australie  | Australie                    | + 0 s           |
| 5e | Imelda Chiappa         | Italie     | Edil Savino                  | + 0 s           |
| 6e | Alessandra Cappellotto | Italie     | Acca Due O-Lorena Camicie    | + 0 s           |
| 7e | Zita Urbonaitė         | Lituanie   | Acca Due O-Lorena Camicie    | + 0 s           |
| 8e | Julie Young            | États-Unis | SC Michela Fanini Record Rox | + 0 s           |
| 9e | Svetlana Guiguileva    | Ukraine    | Albatros Lega del Filo d'oro | + 0 s           |
| 10e | Valentina Polkhanova   | Russie     | Edil Savino                  | + 0 s           |

### 4eétape
Un tour de 21 km est effectué quatre fois. Les montées successives de la Tramontana, longue de 10 km mais peu pentue, provoquent une sélection. Dans la troisième ascension, Joane Somarriba sort, mais est reprise avant le sommet. Le peloton reste groupé, mais se réduit finalement à trente unités. Catherine Marsal lance le sprint, mais c'est Anna Willson qui s'impose au sprint.
| \| Classement de l'étape \| Classement de l'étape \| Classement de l'étape \| Classement de l'étape \| Classement de l'étape \| \| Coureur \| Coureur \| Pays \| Équipe \| Temps \| \| --------------------- \| ---------------------- \| --------------------- \| ---------------------------- \| --------------------- \| \| 1re \| Anna Wilson \| Australie \| Australie \| 2 h 16 min 57 s \| \| 2e \| Diana Žiliūtė \| Lituanie \| Acca Due O-Lorena Camicie \| + 0 s \| \| 3e \| Sara Felloni \| Italie \| Edil Savino \| + 0 s \| \| 4e \| Catherine Marsal \| France \| Mimosa-Sprint \| + 0 s \| \| 5e \| Nada Cristofoli \| Italie \| Vittorio Veneto-Sprint \| + 0 s \| \| 6e \| Alessandra Cappellotto \| Italie \| Acca Due O-Lorena Camicie \| + 0 s \| \| 7e \| Pamela Schuster \| États-Unis \| Saeco-Timex \| + 0 s \| \| 8e \| Julie Young \| États-Unis \| SC Michela Fanini Record Rox \| + 0 s \| \| 9e \| Imelda Chiappa \| Italie \| Edil Savino \| + 0 s \| \| 10e \| Barbara Heeb \| Suisse \| Acca Due O-Lorena Camicie \| + 0 s \| |                        |            |                              |                 |
| |                        |            |                              |                 |
| |                        |            |                              |                 |
| Classement de l'étape |                        |            |                              |                 |
| Coureur | Coureur                | Pays       | Équipe                       | Temps           |
| 1re | Anna Wilson            | Australie  | Australie                    | 2 h 16 min 57 s |
| 2e | Diana Žiliūtė          | Lituanie   | Acca Due O-Lorena Camicie    | + 0 s           |
| 3e | Sara Felloni           | Italie     | Edil Savino                  | + 0 s           |
| 4e | Catherine Marsal       | France     | Mimosa-Sprint                | + 0 s           |
| 5e | Nada Cristofoli        | Italie     | Vittorio Veneto-Sprint       | + 0 s           |
| 6e | Alessandra Cappellotto | Italie     | Acca Due O-Lorena Camicie    | + 0 s           |
| 7e | Pamela Schuster        | États-Unis | Saeco-Timex                  | + 0 s           |
| 8e | Julie Young            | États-Unis | SC Michela Fanini Record Rox | + 0 s           |
| 9e | Imelda Chiappa         | Italie     | Edil Savino                  | + 0 s           |
| 10e | Barbara Heeb           | Suisse     | Acca Due O-Lorena Camicie    | + 0 s           |

| \| Classement général \| Classement général \| Classement général \| Classement général \| Classement général \| \| Coureur \| Coureur \| Pays \| Équipe \| Temps \| \| ------------------ \| ------------------------- \| ------------------ \| ---------------------------- \| ------------------ \| \| 1re \| Sara Felloni \| Italie \| Edil Savino \| 8 h 52 min 06 s \| \| 2e \| Diana Žiliūtė \| Lituanie \| Acca Due O-Lorena Camicie \| + 0 s \| \| 3e \| Anna Wilson \| Australie \| Australie \| + 0 s \| \| 4e \| Barbara Heeb \| Suisse \| Acca Due O-Lorena Camicie \| + 0 s \| \| 5e \| Imelda Chiappa \| Italie \| Edil Savino \| + 0 s \| \| 6e \| Alessandra Cappellotto \| Italie \| Acca Due O-Lorena Camicie \| + 0 s \| \| 7e \| Julie Young \| États-Unis \| SC Michela Fanini Record Rox \| + 0 s \| \| 8e \| Zita Urbonaitė \| Lituanie \| Acca Due O-Lorena Camicie \| + 0 s \| \| 9e \| Catherine Marsal \| France \| Mimosa-Sprint \| + 0 s \| \| 10e \| Élisabeth Chevanne-Brunel \| France \| SC Michela Fanini Record Rox \| + 0 s \| |                           |            |                              |                 |
| |                           |            |                              |                 |
| |                           |            |                              |                 |
| Classement général |                           |            |                              |                 |
| Coureur | Coureur                   | Pays       | Équipe                       | Temps           |
| 1re | Sara Felloni              | Italie     | Edil Savino                  | 8 h 52 min 06 s |
| 2e | Diana Žiliūtė             | Lituanie   | Acca Due O-Lorena Camicie    | + 0 s           |
| 3e | Anna Wilson               | Australie  | Australie                    | + 0 s           |
| 4e | Barbara Heeb              | Suisse     | Acca Due O-Lorena Camicie    | + 0 s           |
| 5e | Imelda Chiappa            | Italie     | Edil Savino                  | + 0 s           |
| 6e | Alessandra Cappellotto    | Italie     | Acca Due O-Lorena Camicie    | + 0 s           |
| 7e | Julie Young               | États-Unis | SC Michela Fanini Record Rox | + 0 s           |
| 8e | Zita Urbonaitė            | Lituanie   | Acca Due O-Lorena Camicie    | + 0 s           |
| 9e | Catherine Marsal          | France     | Mimosa-Sprint                | + 0 s           |
| 10e | Élisabeth Chevanne-Brunel | France     | SC Michela Fanini Record Rox | + 0 s           |

### 5eétape
Les cent premiers kilomètres sont plats avant d'escalader le Monte Serra. Fabiana Luperini attaque à Buti, chez elle. Elle est initialement suivie par 	Barbara Heeb, Linda Jackson, Monica Bandini et Edita Pučinskaitė. Elle réussit ensuite à décrocher ces deux dernières avant de finir seule. Elle prend la tête du classement général,.
| \| Classement de l'étape \| Classement de l'étape \| Classement de l'étape \| Classement de l'étape \| Classement de l'étape \| \| Coureur \| Coureur \| Pays \| Équipe \| Temps \| \| --------------------- \| ------------------------- \| --------------------- \| ---------------------------- \| --------------------- \| \| 1re \| Fabiana Luperini \| Italie \| Mimosa-Sprint \| 2 h 42 min 43 s \| \| 2e \| Linda Jackson \| Canada \| Saeco-Timex \| + 11 s \| \| 3e \| Barbara Heeb \| Suisse \| Acca Due O-Lorena Camicie \| + 18 s \| \| 4e \| Monica Bandini \| Italie \| Edil Savino \| + 34 s \| \| 5e \| Imelda Chiappa \| Italie \| Edil Savino \| + 1 min 51 s \| \| 6e \| Alessandra Cappellotto \| Italie \| Acca Due O-Lorena Camicie \| + 1 min 51 s \| \| 7e \| Pia Sundstedt \| Finlande \| Mimosa-Sprint \| + 1 min 51 s \| \| 8e \| Joane Somarriba \| Espagne \| Vittorio Veneto-Sprint \| + 1 min 51 s \| \| 9e \| Edita Pučinskaitė \| Lituanie \| Acca Due O-Lorena Camicie \| + 1 min 51 s \| \| 10e \| Élisabeth Chevanne-Brunel \| France \| SC Michela Fanini Record Rox \| + 3 min 07 s \| |                           |          |                              |                 |
| |                           |          |                              |                 |
| |                           |          |                              |                 |
| Classement de l'étape |                           |          |                              |                 |
| Coureur | Coureur                   | Pays     | Équipe                       | Temps           |
| 1re | Fabiana Luperini          | Italie   | Mimosa-Sprint                | 2 h 42 min 43 s |
| 2e | Linda Jackson             | Canada   | Saeco-Timex                  | + 11 s          |
| 3e | Barbara Heeb              | Suisse   | Acca Due O-Lorena Camicie    | + 18 s          |
| 4e | Monica Bandini            | Italie   | Edil Savino                  | + 34 s          |
| 5e | Imelda Chiappa            | Italie   | Edil Savino                  | + 1 min 51 s    |
| 6e | Alessandra Cappellotto    | Italie   | Acca Due O-Lorena Camicie    | + 1 min 51 s    |
| 7e | Pia Sundstedt             | Finlande | Mimosa-Sprint                | + 1 min 51 s    |
| 8e | Joane Somarriba           | Espagne  | Vittorio Veneto-Sprint       | + 1 min 51 s    |
| 9e | Edita Pučinskaitė         | Lituanie | Acca Due O-Lorena Camicie    | + 1 min 51 s    |
| 10e | Élisabeth Chevanne-Brunel | France   | SC Michela Fanini Record Rox | + 3 min 07 s    |

| \| Classement général \| Classement général \| Classement général \| Classement général \| Classement général \| \| Coureur \| Coureur \| Pays \| Équipe \| Temps \| \| ------------------ \| ------------------ \| ------------------ \| ------------------------- \| ------------------ \| \| 1re \| Fabiana Luperini \| Italie \| Mimosa-Sprint \| 11 h 34 min 49 s \| \| 2e \| Linda Jackson \| Canada \| Saeco-Timex \| + 11 s \| \| 3e \| Barbara Heeb \| Suisse \| Acca Due O-Lorena Camicie \| + 18 s \| \| 4e \| Monica Bandini \| Italie \| Edil Savino \| + 34 s \| \| 5e \| Imelda Chiappa \| Italie \| Edil Savino \| + 1 min 51 s \| |                  |        |                           |                  |
| |                  |        |                           |                  |
| |                  |        |                           |                  |
| Classement général |                  |        |                           |                  |
| Coureur | Coureur          | Pays   | Équipe                    | Temps            |
| 1re | Fabiana Luperini | Italie | Mimosa-Sprint             | 11 h 34 min 49 s |
| 2e | Linda Jackson    | Canada | Saeco-Timex               | + 11 s           |
| 3e | Barbara Heeb     | Suisse | Acca Due O-Lorena Camicie | + 18 s           |
| 4e | Monica Bandini   | Italie | Edil Savino               | + 34 s           |
| 5e | Imelda Chiappa   | Italie | Edil Savino               | + 1 min 51 s     |

### 6eétape
La météo est toujours caniculaire. Une ascension de deuxième catégorie est montée au bout de 30 km. Elle réduit le peloton à vingt unités. Après la descente, trois coureuses s'échappent dont Diana Žiliūtė et 	Roberta Bonanomi. Au pied d'une des dernières difficultés, longue de 6 km, elles comptent cinquante secondes d'avance. Après la descente, la côte vers l'arrivée fait 1,5 km de long. Les échappées y sont reprises. Luperini s'échappe de nouveau. Linda Jackson est retardée par une moto tombée dans un virage et perd sa deuxième place au classement général. Luperini remporte l'étape,,.
| \| Classement de l'étape \| Classement de l'étape \| Classement de l'étape \| Classement de l'étape \| Classement de l'étape \| \| Coureur \| Coureur \| Pays \| Équipe \| Temps \| \| --------------------- \| ------------------------- \| --------------------- \| ---------------------------- \| --------------------- \| \| 1re \| Fabiana Luperini \| Italie \| Mimosa-Sprint \| 2 h 25 min 54 s \| \| 2e \| Barbara Heeb \| Suisse \| Acca Due O-Lorena Camicie \| + 1 s \| \| 3e \| Diana Žiliūtė \| Lituanie \| Acca Due O-Lorena Camicie \| + 8 s \| \| 4e \| Monica Bandini \| Italie \| Edil Savino \| + 9 s \| \| 5e \| Alessandra Cappellotto \| Italie \| Acca Due O-Lorena Camicie \| + 14 s \| \| 6e \| Luisiana Pegoraro \| Italie \| SC Michela Fanini Record Rox \| + 14 s \| \| 7e \| Roberta Bonanomi \| Italie \| Mimosa-Sprint \| + 14 s \| \| 8e \| Edita Pučinskaitė \| Lituanie \| Acca Due O-Lorena Camicie \| + 16 s \| \| 9e \| Imelda Chiappa \| Italie \| Edil Savino \| + 17 s \| \| 10e \| Élisabeth Chevanne-Brunel \| France \| SC Michela Fanini Record Rox \| + 20 s \| |                           |          |                              |                 |
| |                           |          |                              |                 |
| |                           |          |                              |                 |
| Classement de l'étape |                           |          |                              |                 |
| Coureur | Coureur                   | Pays     | Équipe                       | Temps           |
| 1re | Fabiana Luperini          | Italie   | Mimosa-Sprint                | 2 h 25 min 54 s |
| 2e | Barbara Heeb              | Suisse   | Acca Due O-Lorena Camicie    | + 1 s           |
| 3e | Diana Žiliūtė             | Lituanie | Acca Due O-Lorena Camicie    | + 8 s           |
| 4e | Monica Bandini            | Italie   | Edil Savino                  | + 9 s           |
| 5e | Alessandra Cappellotto    | Italie   | Acca Due O-Lorena Camicie    | + 14 s          |
| 6e | Luisiana Pegoraro         | Italie   | SC Michela Fanini Record Rox | + 14 s          |
| 7e | Roberta Bonanomi          | Italie   | Mimosa-Sprint                | + 14 s          |
| 8e | Edita Pučinskaitė         | Lituanie | Acca Due O-Lorena Camicie    | + 16 s          |
| 9e | Imelda Chiappa            | Italie   | Edil Savino                  | + 17 s          |
| 10e | Élisabeth Chevanne-Brunel | France   | SC Michela Fanini Record Rox | + 20 s          |

| \| Classement général \| Classement général \| Classement général \| Classement général \| Classement général \| \| Coureur \| Coureur \| Pays \| Équipe \| Temps \| \| ------------------ \| ------------------------- \| ------------------ \| ---------------------------- \| ------------------ \| \| 1re \| Fabiana Luperini \| Italie \| Mimosa-Sprint \| 13 h 59 min 43 s \| \| 2e \| Barbara Heeb \| Suisse \| Acca Due O-Lorena Camicie \| + 19 s \| \| 3e \| Linda Jackson \| Canada \| Saeco-Timex \| + 31 s \| \| 4e \| Monica Bandini \| Italie \| Edil Savino \| + 43 s \| \| 5e \| Alessandra Cappellotto \| Italie \| Acca Due O-Lorena Camicie \| + 2 min 05 s \| \| 6e \| Edita Pučinskaitė \| Lituanie \| Acca Due O-Lorena Camicie \| + 2 min 07 s \| \| 7e \| Imelda Chiappa \| Italie \| Edil Savino \| + 2 min 08 s \| \| 8e \| Pia Sundstedt \| Finlande \| Mimosa-Sprint \| + 2 min 15 s \| \| 9e \| Joane Somarriba \| Espagne \| Vittorio Veneto-Sprint \| + 2 min 15 s \| \| 10e \| Élisabeth Chevanne-Brunel \| France \| SC Michela Fanini Record Rox \| + 3 min 27 s \| |                           |          |                              |                  |
| |                           |          |                              |                  |
| |                           |          |                              |                  |
| Classement général |                           |          |                              |                  |
| Coureur | Coureur                   | Pays     | Équipe                       | Temps            |
| 1re | Fabiana Luperini          | Italie   | Mimosa-Sprint                | 13 h 59 min 43 s |
| 2e | Barbara Heeb              | Suisse   | Acca Due O-Lorena Camicie    | + 19 s           |
| 3e | Linda Jackson             | Canada   | Saeco-Timex                  | + 31 s           |
| 4e | Monica Bandini            | Italie   | Edil Savino                  | + 43 s           |
| 5e | Alessandra Cappellotto    | Italie   | Acca Due O-Lorena Camicie    | + 2 min 05 s     |
| 6e | Edita Pučinskaitė         | Lituanie | Acca Due O-Lorena Camicie    | + 2 min 07 s     |
| 7e | Imelda Chiappa            | Italie   | Edil Savino                  | + 2 min 08 s     |
| 8e | Pia Sundstedt             | Finlande | Mimosa-Sprint                | + 2 min 15 s     |
| 9e | Joane Somarriba           | Espagne  | Vittorio Veneto-Sprint       | + 2 min 15 s     |
| 10e | Élisabeth Chevanne-Brunel | France   | SC Michela Fanini Record Rox | + 3 min 27 s     |

### 7eétape, secteur a
Elizabeth Tadich et Giana Roberge s'échappent au kilomètre vingt-huit. Elles sont reprises au bout de dix kilomètres. Les attaques se succèdent ensuite mais l'équipe Sprint contrôle. Catherine Marsal sort à quinze kilomètres de l'arrivée. Des athlètes sont en poursuite, mais un regroupement général a lieu à sept kilomètres du but. Anna Wilson contre. Elle est suivie par cinq autre coureuses : Anna Wilson, Katia Longhin, Sigrid Corneo, Alessandra D'Ettorre, Zita Urbonaitė et Daniela Veronesi. Elle se disputent la victoire au sprint. Anna Wilson est la plus rapide,,.
| \| Classement de l'étape \| Classement de l'étape \| Classement de l'étape \| Classement de l'étape \| Classement de l'étape \| \| Coureur \| Coureur \| Pays \| Équipe \| Temps \| \| --------------------- \| --------------------- \| --------------------- \| ---------------------------- \| --------------------- \| \| 1re \| Anna Wilson \| Australie \| Australie \| 2 h 00 min 11 s \| \| 2e \| Katia Longhin \| Italie \| SC Michela Fanini Record Rox \| + 0 s \| \| 3e \| Sigrid Corneo \| Italie \| SC Michela Fanini Record Rox \| + 0 s \| \| 4e \| Alessandra D'Ettorre \| Italie \| Vittorio Veneto-Sprint \| + 0 s \| \| 5e \| Zita Urbonaitė \| Lituanie \| Acca Due O-Lorena Camicie \| + 0 s \| \| 6e \| Daniela Veronesi \| Saint-Marin \| Vittorio Veneto-Sprint \| + 0 s \| \| 7e \| Greta Zocca \| Italie \| Vittorio Veneto-Sprint \| + 16 s \| \| 8e \| Nada Cristofoli \| Italie \| Vittorio Veneto-Sprint \| + 16 s \| \| 9e \| Sara Felloni \| Italie \| Edil Savino \| + 16 s \| \| 10e \| Regina Schleicher \| Allemagne \| Albatros Lega del Filo d'oro \| + 16 s \| |                      |             |                              |                 |
| |                      |             |                              |                 |
| |                      |             |                              |                 |
| Classement de l'étape |                      |             |                              |                 |
| Coureur | Coureur              | Pays        | Équipe                       | Temps           |
| 1re | Anna Wilson          | Australie   | Australie                    | 2 h 00 min 11 s |
| 2e | Katia Longhin        | Italie      | SC Michela Fanini Record Rox | + 0 s           |
| 3e | Sigrid Corneo        | Italie      | SC Michela Fanini Record Rox | + 0 s           |
| 4e | Alessandra D'Ettorre | Italie      | Vittorio Veneto-Sprint       | + 0 s           |
| 5e | Zita Urbonaitė       | Lituanie    | Acca Due O-Lorena Camicie    | + 0 s           |
| 6e | Daniela Veronesi     | Saint-Marin | Vittorio Veneto-Sprint       | + 0 s           |
| 7e | Greta Zocca          | Italie      | Vittorio Veneto-Sprint       | + 16 s          |
| 8e | Nada Cristofoli      | Italie      | Vittorio Veneto-Sprint       | + 16 s          |
| 9e | Sara Felloni         | Italie      | Edil Savino                  | + 16 s          |
| 10e | Regina Schleicher    | Allemagne   | Albatros Lega del Filo d'oro | + 16 s          |

| \| Classement général \| Classement général \| Classement général \| Classement général \| Classement général \| \| Coureur \| Coureur \| Pays \| Équipe \| Temps \| \| ------------------ \| ------------------------- \| ------------------ \| ---------------------------- \| ------------------ \| \| 1re \| Fabiana Luperini \| Italie \| Mimosa-Sprint \| 16 h 00 min 10 s \| \| 2e \| Barbara Heeb \| Suisse \| Serotta-Appenzeller \| + 19 s \| \| 3e \| Linda Jackson \| Canada \| Saeco-Timex \| + 31 s \| \| 4e \| Monica Bandini \| Italie \| Edil Savino \| + 43 s \| \| 5e \| Alessandra Cappellotto \| Italie \| Acca Due O-Lorena Camicie \| + 2 min 05 s \| \| 6e \| Edita Pučinskaitė \| Lituanie \| Acca Due O-Lorena Camicie \| + 2 min 07 s \| \| 7e \| Imelda Chiappa \| Italie \| Edil Savino \| + 2 min 08 s \| \| 8e \| Pia Sundstedt \| Finlande \| Mimosa-Sprint \| + 2 min 15 s \| \| 9e \| Joane Somarriba \| Espagne \| Vittorio Veneto-Sprint \| + 2 min 15 s \| \| 10e \| Élisabeth Chevanne-Brunel \| France \| SC Michela Fanini Record Rox \| + 3 min 07 s \| |                           |          |                              |                  |
| |                           |          |                              |                  |
| |                           |          |                              |                  |
| Classement général |                           |          |                              |                  |
| Coureur | Coureur                   | Pays     | Équipe                       | Temps            |
| 1re | Fabiana Luperini          | Italie   | Mimosa-Sprint                | 16 h 00 min 10 s |
| 2e | Barbara Heeb              | Suisse   | Serotta-Appenzeller          | + 19 s           |
| 3e | Linda Jackson             | Canada   | Saeco-Timex                  | + 31 s           |
| 4e | Monica Bandini            | Italie   | Edil Savino                  | + 43 s           |
| 5e | Alessandra Cappellotto    | Italie   | Acca Due O-Lorena Camicie    | + 2 min 05 s     |
| 6e | Edita Pučinskaitė         | Lituanie | Acca Due O-Lorena Camicie    | + 2 min 07 s     |
| 7e | Imelda Chiappa            | Italie   | Edil Savino                  | + 2 min 08 s     |
| 8e | Pia Sundstedt             | Finlande | Mimosa-Sprint                | + 2 min 15 s     |
| 9e | Joane Somarriba           | Espagne  | Vittorio Veneto-Sprint       | + 2 min 15 s     |
| 10e | Élisabeth Chevanne-Brunel | France   | SC Michela Fanini Record Rox | + 3 min 07 s     |

### 7eétape, secteur b
Le contre-la-montre au parcours technique est remporté par Linda Jackson qui prend au passage le maillot rose. Luperini perd quarante-six secondes,.
| \| Classement de l'étape \| Classement de l'étape \| Classement de l'étape \| Classement de l'étape \| Classement de l'étape \| \| Coureur \| Coureur \| Pays \| Équipe \| Temps \| \| --------------------- \| ---------------------- \| --------------------- \| ------------------------- \| --------------------- \| \| 1re \| Linda Jackson \| Canada \| Saeco-Timex \| 19 min 52 s \| \| 2e \| Gabriella Pregnolato \| Italie \| Mimosa-Sprint \| + 19 s \| \| 3e \| Anna Wilson \| Australie \| Australie \| + 29 s \| \| 4e \| Barbara Heeb \| Suisse \| Acca Due O-Lorena Camicie \| + 33 s \| \| 5e \| Alessandra Cappellotto \| Italie \| Acca Due O-Lorena Camicie \| + 40 s \| \| 6e \| Diana Žiliūtė \| Lituanie \| Acca Due O-Lorena Camicie \| + 42 s \| \| 7e \| Imelda Chiappa \| Italie \| Edil Savino \| + 46 s \| \| 8e \| Fabiana Luperini \| Italie \| Mimosa-Sprint \| + 46 s \| \| 9e \| Mari Holden \| États-Unis \| The Greenery Hawk \| + 49 s \| \| 10e \| Edita Pučinskaitė \| Lituanie \| Acca Due O-Lorena Camicie \| + 1 min 07 s \| |                        |            |                           |              |
| |                        |            |                           |              |
| |                        |            |                           |              |
| Classement de l'étape |                        |            |                           |              |
| Coureur | Coureur                | Pays       | Équipe                    | Temps        |
| 1re | Linda Jackson          | Canada     | Saeco-Timex               | 19 min 52 s  |
| 2e | Gabriella Pregnolato   | Italie     | Mimosa-Sprint             | + 19 s       |
| 3e | Anna Wilson            | Australie  | Australie                 | + 29 s       |
| 4e | Barbara Heeb           | Suisse     | Acca Due O-Lorena Camicie | + 33 s       |
| 5e | Alessandra Cappellotto | Italie     | Acca Due O-Lorena Camicie | + 40 s       |
| 6e | Diana Žiliūtė          | Lituanie   | Acca Due O-Lorena Camicie | + 42 s       |
| 7e | Imelda Chiappa         | Italie     | Edil Savino               | + 46 s       |
| 8e | Fabiana Luperini       | Italie     | Mimosa-Sprint             | + 46 s       |
| 9e | Mari Holden            | États-Unis | The Greenery Hawk         | + 49 s       |
| 10e | Edita Pučinskaitė      | Lituanie   | Acca Due O-Lorena Camicie | + 1 min 07 s |

| \| Classement général \| Classement général \| Classement général \| Classement général \| Classement général \| \| Coureur \| Coureur \| Pays \| Équipe \| Temps \| \| ------------------ \| ---------------------- \| ------------------ \| ------------------------- \| ------------------ \| \| 1re \| Linda Jackson \| Canada \| Saeco-Timex \| 16 h 21 min 33 s \| \| 2e \| Fabiana Luperini \| Italie \| Mimosa-Sprint \| + 15 s \| \| 3e \| Barbara Heeb \| Suisse \| Acca Due O-Lorena Camicie \| + 21 s \| \| 4e \| Monica Bandini \| Italie \| Edil Savino \| + 1 min 23 s \| \| 5e \| Alessandra Cappellotto \| Italie \| Acca Due O-Lorena Camicie \| + 2 min 14 s \| |                        |        |                           |                  |
| |                        |        |                           |                  |
| |                        |        |                           |                  |
| Classement général |                        |        |                           |                  |
| Coureur | Coureur                | Pays   | Équipe                    | Temps            |
| 1re | Linda Jackson          | Canada | Saeco-Timex               | 16 h 21 min 33 s |
| 2e | Fabiana Luperini       | Italie | Mimosa-Sprint             | + 15 s           |
| 3e | Barbara Heeb           | Suisse | Acca Due O-Lorena Camicie | + 21 s           |
| 4e | Monica Bandini         | Italie | Edil Savino               | + 1 min 23 s     |
| 5e | Alessandra Cappellotto | Italie | Acca Due O-Lorena Camicie | + 2 min 14 s     |

### 8eétape
Une difficulté avec des pentes de 16 % maximum se présente au bout de quinze kilomètres. Fabiana Luperini tente de mettre en difficulté Linda Jackson. Le final de l'étape consiste en trois tours longs de 12 km comportant une côte. Le peloton est réduit dans la première ascension à vingt-cinq unités. Dans la deuxième, sept coureuses sortent. Un groupe de poursuivantes revient dans la descente. Luisiana Pegoraro et Roberta Bonanomi en fond partie et ressortent immédiatement. Dans la troisième ascension, parmi les favorites, Edita Pučinskaitė attaque avec Pia Sundstedt. Elles sont suivies par Valentina Polkhanova. À l'avant, Pegoraro distance Bonanomi et va s'imposer seule,.
| \| Classement de l'étape \| Classement de l'étape \| Classement de l'étape \| Classement de l'étape \| Classement de l'étape \| \| Coureur \| Coureur \| Pays \| Équipe \| Temps \| \| --------------------- \| ---------------------- \| --------------------- \| ---------------------------- \| --------------------- \| \| 1re \| Luisiana Pegoraro \| Italie \| SC Michela Fanini Record Rox \| 3 h 14 min 42 s \| \| 2e \| Edita Pučinskaitė \| Lituanie \| Acca Due O-Lorena Camicie \| + 1 min 15 s \| \| 3e \| Pia Sundstedt \| Finlande \| Mimosa-Sprint \| + 1 min 15 s \| \| 4e \| Roberta Bonanomi \| Italie \| Mimosa-Sprint \| + 1 min 15 s \| \| 5e \| Valentina Polkhanova \| Russie \| Edil Savino \| + 1 min 28 s \| \| 6e \| Anna Wilson \| Australie \| Australie \| + 1 min 42 s \| \| 7e \| Alessandra Cappellotto \| Italie \| Acca Due O-Lorena Camicie \| + 2 min 01 s \| \| 8e \| Barbara Heeb \| Suisse \| Acca Due O-Lorena Camicie \| + 2 min 01 s \| \| 9e \| Monica Bandini \| Italie \| Edil Savino \| + 2 min 01 s \| \| 10e \| Imelda Chiappa \| Italie \| Edil Savino \| + 2 min 01 s \| |                        |           |                              |                 |
| |                        |           |                              |                 |
| |                        |           |                              |                 |
| Classement de l'étape |                        |           |                              |                 |
| Coureur | Coureur                | Pays      | Équipe                       | Temps           |
| 1re | Luisiana Pegoraro      | Italie    | SC Michela Fanini Record Rox | 3 h 14 min 42 s |
| 2e | Edita Pučinskaitė      | Lituanie  | Acca Due O-Lorena Camicie    | + 1 min 15 s    |
| 3e | Pia Sundstedt          | Finlande  | Mimosa-Sprint                | + 1 min 15 s    |
| 4e | Roberta Bonanomi       | Italie    | Mimosa-Sprint                | + 1 min 15 s    |
| 5e | Valentina Polkhanova   | Russie    | Edil Savino                  | + 1 min 28 s    |
| 6e | Anna Wilson            | Australie | Australie                    | + 1 min 42 s    |
| 7e | Alessandra Cappellotto | Italie    | Acca Due O-Lorena Camicie    | + 2 min 01 s    |
| 8e | Barbara Heeb           | Suisse    | Acca Due O-Lorena Camicie    | + 2 min 01 s    |
| 9e | Monica Bandini         | Italie    | Edil Savino                  | + 2 min 01 s    |
| 10e | Imelda Chiappa         | Italie    | Edil Savino                  | + 2 min 01 s    |

| \| Classement général \| Classement général \| Classement général \| Classement général \| Classement général \| \| Coureur \| Coureur \| Pays \| Équipe \| Temps \| \| ------------------ \| ---------------------- \| ------------------ \| ------------------------- \| ------------------ \| \| 1re \| Linda Jackson \| Canada \| Saeco-Timex \| 19 h 38 min 06 s \| \| 2e \| Fabiana Luperini \| Italie \| Mimosa-Sprint \| + 15 s \| \| 3e \| Barbara Heeb \| Suisse \| Acca Due O-Lorena Camicie \| + 21 s \| \| 4e \| Monica Bandini \| Italie \| Edil Savino \| + 1 min 23 s \| \| 5e \| Edita Pučinskaitė \| Lituanie \| Acca Due O-Lorena Camicie \| + 1 min 57 s \| \| 6e \| Alessandra Cappellotto \| Italie \| Acca Due O-Lorena Camicie \| + 2 min 14 s \| \| 7e \| Pia Sundstedt \| Finlande \| Mimosa-Sprint \| + 2 min 17 s \| \| 8e \| Imelda Chiappa \| Italie \| Edil Savino \| + 2 min 23 s \| \| 9e \| Joane Somarriba \| Espagne \| Vittorio Veneto-Sprint \| + 3 min 02 s \| \| 10e \| Valentina Polkhanova \| Russie \| Edil Savino \| + 4 min 16 s \| |                        |          |                           |                  |
| |                        |          |                           |                  |
| |                        |          |                           |                  |
| Classement général |                        |          |                           |                  |
| Coureur | Coureur                | Pays     | Équipe                    | Temps            |
| 1re | Linda Jackson          | Canada   | Saeco-Timex               | 19 h 38 min 06 s |
| 2e | Fabiana Luperini       | Italie   | Mimosa-Sprint             | + 15 s           |
| 3e | Barbara Heeb           | Suisse   | Acca Due O-Lorena Camicie | + 21 s           |
| 4e | Monica Bandini         | Italie   | Edil Savino               | + 1 min 23 s     |
| 5e | Edita Pučinskaitė      | Lituanie | Acca Due O-Lorena Camicie | + 1 min 57 s     |
| 6e | Alessandra Cappellotto | Italie   | Acca Due O-Lorena Camicie | + 2 min 14 s     |
| 7e | Pia Sundstedt          | Finlande | Mimosa-Sprint             | + 2 min 17 s     |
| 8e | Imelda Chiappa         | Italie   | Edil Savino               | + 2 min 23 s     |
| 9e | Joane Somarriba        | Espagne  | Vittorio Veneto-Sprint    | + 3 min 02 s     |
| 10e | Valentina Polkhanova   | Russie   | Edil Savino               | + 4 min 16 s     |

### 9eétape
Dans le col Pordoi, Luperini attaque dès le pied. Jackson et Heeb ne peuvent suivre le rythme. Fabiana Luperini remporte l'étape et récupère le maillot rose,.
| \| Classement de l'étape \| Classement de l'étape \| Classement de l'étape \| Classement de l'étape \| Classement de l'étape \| \| Coureur \| Coureur \| Pays \| Équipe \| Temps \| \| --------------------- \| ---------------------- \| --------------------- \| ------------------------- \| --------------------- \| \| 1re \| Fabiana Luperini \| Italie \| Mimosa-Sprint \| 2 h 50 min 38 s \| \| 2e \| Linda Jackson \| Canada \| Saeco-Timex \| + 1 min 00 s \| \| 3e \| Barbara Heeb \| Suisse \| Acca Due O-Lorena Camicie \| + 2 min 21 s \| \| 4e \| Joane Somarriba \| Espagne \| Vittorio Veneto-Sprint \| + 2 min 27 s \| \| 5e \| Edita Pučinskaitė \| Lituanie \| Acca Due O-Lorena Camicie \| + 2 min 27 s \| \| 6e \| Alessandra Cappellotto \| Italie \| Acca Due O-Lorena Camicie \| + 2 min 49 s \| \| 7e \| Valentina Polkhanova \| Russie \| Edil Savino \| + 3 min 47 s \| \| 8e \| Monica Bandini \| Italie \| Edil Savino \| + 3 min 51 s \| \| 9e \| Imelda Chiappa \| Italie \| Edil Savino \| + 3 min 59 s \| \| 10e \| Pia Sundstedt \| Finlande \| Mimosa-Sprint \| + 3 min 59 s \| |                        |          |                           |                 |
| |                        |          |                           |                 |
| |                        |          |                           |                 |
| Classement de l'étape |                        |          |                           |                 |
| Coureur | Coureur                | Pays     | Équipe                    | Temps           |
| 1re | Fabiana Luperini       | Italie   | Mimosa-Sprint             | 2 h 50 min 38 s |
| 2e | Linda Jackson          | Canada   | Saeco-Timex               | + 1 min 00 s    |
| 3e | Barbara Heeb           | Suisse   | Acca Due O-Lorena Camicie | + 2 min 21 s    |
| 4e | Joane Somarriba        | Espagne  | Vittorio Veneto-Sprint    | + 2 min 27 s    |
| 5e | Edita Pučinskaitė      | Lituanie | Acca Due O-Lorena Camicie | + 2 min 27 s    |
| 6e | Alessandra Cappellotto | Italie   | Acca Due O-Lorena Camicie | + 2 min 49 s    |
| 7e | Valentina Polkhanova   | Russie   | Edil Savino               | + 3 min 47 s    |
| 8e | Monica Bandini         | Italie   | Edil Savino               | + 3 min 51 s    |
| 9e | Imelda Chiappa         | Italie   | Edil Savino               | + 3 min 59 s    |
| 10e | Pia Sundstedt          | Finlande | Mimosa-Sprint             | + 3 min 59 s    |

| \| Classement général \| Classement général \| Classement général \| Classement général \| Classement général \| \| Coureur \| Coureur \| Pays \| Équipe \| Temps \| \| ------------------ \| ---------------------- \| ------------------ \| ------------------------- \| ------------------ \| \| 1re \| Fabiana Luperini \| Italie \| Mimosa-Sprint \| 22 h 28 min 09 s \| \| 2e \| Linda Jackson \| Canada \| Saeco-Timex \| + 45 s \| \| 3e \| Barbara Heeb \| Suisse \| Acca Due O-Lorena Camicie \| + 2 min 27 s \| \| 4e \| Edita Pučinskaitė \| Lituanie \| Acca Due O-Lorena Camicie \| + 4 min 09 s \| \| 5e \| Alessandra Cappellotto \| Italie \| Acca Due O-Lorena Camicie \| + 4 min 48 s \| \| 6e \| Barbara Bandini \| Italie \| Edil Savino \| + 4 min 59 s \| \| 7e \| Joane Somarriba \| Espagne \| Vittorio Veneto-Sprint \| + 5 min 14 s \| \| 8e \| Pia Sundstedt \| Finlande \| Mimosa-Sprint \| + 6 min 01 s \| \| 9e \| Imelda Chiappa \| Italie \| Edil Savino \| + 6 min 07 s \| \| 10e \| Valentina Polkhanova \| Russie \| Edil Savino \| + 7 min 48 s \| |                        |          |                           |                  |
| |                        |          |                           |                  |
| |                        |          |                           |                  |
| Classement général |                        |          |                           |                  |
| Coureur | Coureur                | Pays     | Équipe                    | Temps            |
| 1re | Fabiana Luperini       | Italie   | Mimosa-Sprint             | 22 h 28 min 09 s |
| 2e | Linda Jackson          | Canada   | Saeco-Timex               | + 45 s           |
| 3e | Barbara Heeb           | Suisse   | Acca Due O-Lorena Camicie | + 2 min 27 s     |
| 4e | Edita Pučinskaitė      | Lituanie | Acca Due O-Lorena Camicie | + 4 min 09 s     |
| 5e | Alessandra Cappellotto | Italie   | Acca Due O-Lorena Camicie | + 4 min 48 s     |
| 6e | Barbara Bandini        | Italie   | Edil Savino               | + 4 min 59 s     |
| 7e | Joane Somarriba        | Espagne  | Vittorio Veneto-Sprint    | + 5 min 14 s     |
| 8e | Pia Sundstedt          | Finlande | Mimosa-Sprint             | + 6 min 01 s     |
| 9e | Imelda Chiappa         | Italie   | Edil Savino               | + 6 min 07 s     |
| 10e | Valentina Polkhanova   | Russie   | Edil Savino               | + 7 min 48 s     |

### 10eétape
L'étape se dispute en circuit. La formation Saeco-Timex est très présente dans les échappées. Après le troisième sprint intermédiaire, un groupe se forme avec des coureuses de l'équipe dont Jackson, mais sans Luperini. La formation Sprint réagit et un regroupement a lieu. Le rythme est par la suite trop élevé pour qu'une échappée ne se forme. À quatre kilomètres de la ligne, une chute a lieu peu avant l'arrivée qui implique Greta Zocca et Linda Jackson. Cette dernière perd quarante secondes. Anna Wilson gagne le sprint,.
| \| Classement de l'étape \| Classement de l'étape \| Classement de l'étape \| Classement de l'étape \| Classement de l'étape \| \| Coureur \| Coureur \| Pays \| Équipe \| Temps \| \| --------------------- \| ------------------------- \| --------------------- \| ---------------------------- \| --------------------- \| \| 1re \| Anna Wilson \| Australie \| Australie \| 2 h 14 min 46 s \| \| 2e \| Gabriella Pregnolato \| Italie \| Mimosa-Sprint \| + 0 s \| \| 3e \| Sara Felloni \| Italie \| Edil Savino \| + 0 s \| \| 4e \| Cinzia Faccin \| Italie \| Acca Due O-Lorena Camicie \| + 0 s \| \| 5e \| Katia Longhin \| Italie \| SC Michela Fanini Record Rox \| + 0 s \| \| 6e \| Zinaida Stahurskaia \| Biélorussie \| Mista Verde \| + 0 s \| \| 7e \| Élisabeth Chevanne-Brunel \| France \| SC Michela Fanini Record Rox \| + 0 s \| \| 8e \| Susy Pryde \| Nouvelle-Zélande \| Saeco-Timex \| + 0 s \| \| 9e \| Oksana Saprykina \| Ukraine \| \| + 0 s \| \| 10e \| Alessandra Cappellotto \| Italie \| Acca Due O-Lorena Camicie \| + 0 s \| |                           |                  |                              |                 |
| |                           |                  |                              |                 |
| |                           |                  |                              |                 |
| Classement de l'étape |                           |                  |                              |                 |
| Coureur | Coureur                   | Pays             | Équipe                       | Temps           |
| 1re | Anna Wilson               | Australie        | Australie                    | 2 h 14 min 46 s |
| 2e | Gabriella Pregnolato      | Italie           | Mimosa-Sprint                | + 0 s           |
| 3e | Sara Felloni              | Italie           | Edil Savino                  | + 0 s           |
| 4e | Cinzia Faccin             | Italie           | Acca Due O-Lorena Camicie    | + 0 s           |
| 5e | Katia Longhin             | Italie           | SC Michela Fanini Record Rox | + 0 s           |
| 6e | Zinaida Stahurskaia       | Biélorussie      | Mista Verde                  | + 0 s           |
| 7e | Élisabeth Chevanne-Brunel | France           | SC Michela Fanini Record Rox | + 0 s           |
| 8e | Susy Pryde                | Nouvelle-Zélande | Saeco-Timex                  | + 0 s           |
| 9e | Oksana Saprykina          | Ukraine          |                              | + 0 s           |
| 10e | Alessandra Cappellotto    | Italie           | Acca Due O-Lorena Camicie    | + 0 s           |

| \| Classement général \| Classement général \| Classement général \| Classement général \| Classement général \| \| Coureur \| Coureur \| Pays \| Équipe \| Temps \| \| ------------------ \| ---------------------- \| ------------------ \| ------------------------- \| ------------------ \| \| 1re \| Fabiana Luperini \| Italie \| Mimosa-Sprint \| 24 h 43 min 55 s \| \| 2e \| Linda Jackson \| Canada \| Saeco-Timex \| + 1 min 21 s \| \| 3e \| Barbara Heeb \| Suisse \| Acca Due O-Lorena Camicie \| + 2 min 48 s \| \| 4e \| Edita Pučinskaitė \| Lituanie \| Acca Due O-Lorena Camicie \| + 4 min 45 s \| \| 5e \| Alessandra Cappellotto \| Italie \| Acca Due O-Lorena Camicie \| + 4 min 47 s \| \| 6e \| Barbara Bandini \| Italie \| Edil Savino \| + 4 min 59 s \| \| 7e \| Joane Somarriba \| Espagne \| Vittorio Veneto-Sprint \| + 5 min 14 s \| \| 8e \| Pia Sundstedt \| Finlande \| Mimosa-Sprint \| + 6 min 01 s \| \| 9e \| Imelda Chiappa \| Italie \| Edil Savino \| + 6 min 43 s \| \| 10e \| Valentina Polkhanova \| Russie \| Edil Savino \| + 7 min 09 s \| |                        |          |                           |                  |
| |                        |          |                           |                  |
| |                        |          |                           |                  |
| Classement général |                        |          |                           |                  |
| Coureur | Coureur                | Pays     | Équipe                    | Temps            |
| 1re | Fabiana Luperini       | Italie   | Mimosa-Sprint             | 24 h 43 min 55 s |
| 2e | Linda Jackson          | Canada   | Saeco-Timex               | + 1 min 21 s     |
| 3e | Barbara Heeb           | Suisse   | Acca Due O-Lorena Camicie | + 2 min 48 s     |
| 4e | Edita Pučinskaitė      | Lituanie | Acca Due O-Lorena Camicie | + 4 min 45 s     |
| 5e | Alessandra Cappellotto | Italie   | Acca Due O-Lorena Camicie | + 4 min 47 s     |
| 6e | Barbara Bandini        | Italie   | Edil Savino               | + 4 min 59 s     |
| 7e | Joane Somarriba        | Espagne  | Vittorio Veneto-Sprint    | + 5 min 14 s     |
| 8e | Pia Sundstedt          | Finlande | Mimosa-Sprint             | + 6 min 01 s     |
| 9e | Imelda Chiappa         | Italie   | Edil Savino               | + 6 min 43 s     |
| 10e | Valentina Polkhanova   | Russie   | Edil Savino               | + 7 min 09 s     |

### 11eétape
Saeco-Timex contrôle les premiers kilomètres, par la suite quand la route s'élève, Sprint prend le relais. Dans la deuxième ascension de la journée, Fabiana Luperini attaque. Au sommet, elles sont douze coureuses en tête. Edita Pučinskaitė et Pia Sundstedt s'échappent sur le plat. Elles sont rejointes par Luperini dans la pente. Cette dernière emmène sa coéquipière jusqu'à la ligne et la laisse s'imposer. 
| \| Classement de l'étape \| Classement de l'étape \| Classement de l'étape \| Classement de l'étape \| Classement de l'étape \| \| Coureur \| Coureur \| Pays \| Équipe \| Temps \| \| --------------------- \| ---------------------- \| --------------------- \| ------------------------- \| --------------------- \| \| 1re \| Pia Sundstedt \| Finlande \| Mimosa-Sprint \| 3 h 02 min 14 s \| \| 2e \| Fabiana Luperini \| Italie \| Mimosa-Sprint \| + 0 s \| \| 3e \| Barbara Heeb \| Suisse \| Acca Due O-Lorena Camicie \| + 25 s \| \| 4e \| Edita Pučinskaitė \| Lituanie \| Acca Due O-Lorena Camicie \| + 25 s \| \| 5e \| Linda Jackson \| Canada \| Saeco-Timex \| + 1 min 01 s \| \| 6e \| Joane Somarriba \| Espagne \| Vittorio Veneto-Sprint \| + 1 min 26 s \| \| 7e \| Monica Bandini \| Italie \| Edil Savino \| + 2 min 02 s \| \| 8e \| Alessandra Cappellotto \| Italie \| Acca Due O-Lorena Camicie \| + 2 min 12 s \| \| 9e \| Valentina Polkhanova \| Russie \| Edil Savino \| + 2 min 37 s \| \| 10e \| Roberta Bonanomi \| Italie \| Mimosa-Sprint \| + 3 min 07 s \| |                        |          |                           |                 |
| |                        |          |                           |                 |
| |                        |          |                           |                 |
| Classement de l'étape |                        |          |                           |                 |
| Coureur | Coureur                | Pays     | Équipe                    | Temps           |
| 1re | Pia Sundstedt          | Finlande | Mimosa-Sprint             | 3 h 02 min 14 s |
| 2e | Fabiana Luperini       | Italie   | Mimosa-Sprint             | + 0 s           |
| 3e | Barbara Heeb           | Suisse   | Acca Due O-Lorena Camicie | + 25 s          |
| 4e | Edita Pučinskaitė      | Lituanie | Acca Due O-Lorena Camicie | + 25 s          |
| 5e | Linda Jackson          | Canada   | Saeco-Timex               | + 1 min 01 s    |
| 6e | Joane Somarriba        | Espagne  | Vittorio Veneto-Sprint    | + 1 min 26 s    |
| 7e | Monica Bandini         | Italie   | Edil Savino               | + 2 min 02 s    |
| 8e | Alessandra Cappellotto | Italie   | Acca Due O-Lorena Camicie | + 2 min 12 s    |
| 9e | Valentina Polkhanova   | Russie   | Edil Savino               | + 2 min 37 s    |
| 10e | Roberta Bonanomi       | Italie   | Mimosa-Sprint             | + 3 min 07 s    |

| \| Classement général \| Classement général \| Classement général \| Classement général \| Classement général \| \| Coureur \| Coureur \| Pays \| Équipe \| Temps \| \| ------------------ \| ---------------------- \| ------------------ \| ------------------------- \| ------------------ \| \| 1re \| Fabiana Luperini \| Italie \| Mimosa-Sprint \| 27 h 46 min 09 s \| \| 2e \| Linda Jackson \| Canada \| Saeco-Timex \| + 2 min 22 s \| \| 3e \| Barbara Heeb \| Suisse \| Acca Due O-Lorena Camicie \| + 3 min 13 s \| \| 4e \| Edita Pučinskaitė \| Lituanie \| Acca Due O-Lorena Camicie \| + 5 min 10 s \| \| 5e \| Pia Sundstedt \| Finlande \| Mimosa-Sprint \| + 6 min 01 s \| \| 6e \| Joane Somarriba \| Espagne \| Vittorio Veneto-Sprint \| + 6 min 40 s \| \| 7e \| Alessandra Cappellotto \| Italie \| Acca Due O-Lorena Camicie \| + 6 min 59 s \| \| 8e \| Barbara Bandini \| Italie \| Edil Savino \| + 7 min 01 s \| \| 9e \| Valentina Polkhanova \| Russie \| Edil Savino \| + 10 min 46 s \| \| 10e \| Imelda Chiappa \| Italie \| Edil Savino \| + 11 min 08 s \| |                        |          |                           |                  |
| |                        |          |                           |                  |
| |                        |          |                           |                  |
| Classement général |                        |          |                           |                  |
| Coureur | Coureur                | Pays     | Équipe                    | Temps            |
| 1re | Fabiana Luperini       | Italie   | Mimosa-Sprint             | 27 h 46 min 09 s |
| 2e | Linda Jackson          | Canada   | Saeco-Timex               | + 2 min 22 s     |
| 3e | Barbara Heeb           | Suisse   | Acca Due O-Lorena Camicie | + 3 min 13 s     |
| 4e | Edita Pučinskaitė      | Lituanie | Acca Due O-Lorena Camicie | + 5 min 10 s     |
| 5e | Pia Sundstedt          | Finlande | Mimosa-Sprint             | + 6 min 01 s     |
| 6e | Joane Somarriba        | Espagne  | Vittorio Veneto-Sprint    | + 6 min 40 s     |
| 7e | Alessandra Cappellotto | Italie   | Acca Due O-Lorena Camicie | + 6 min 59 s     |
| 8e | Barbara Bandini        | Italie   | Edil Savino               | + 7 min 01 s     |
| 9e | Valentina Polkhanova   | Russie   | Edil Savino               | + 10 min 46 s    |
| 10e | Imelda Chiappa         | Italie   | Edil Savino               | + 11 min 08 s    |

### 12eétape
Luperini et Heeb débute l'étape à égalité de points au classement de la montagne. Dans l'unique grand prix des monts de la journée, Luperini s'impose et s'assure le maillot. Les attaques s'enchaîne ensuite. Le peloton se départage au sprint avec une nouvelle victoire de Greta Zocca, emmenée par Luperini. 
| \| Classement de l'étape \| Classement de l'étape \| Classement de l'étape \| Classement de l'étape \| Classement de l'étape \| \| Coureur \| Coureur \| Pays \| Équipe \| Temps \| \| --------------------- \| --------------------- \| --------------------- \| ------------------------- \| --------------------- \| \| 1re \| Greta Zocca \| Italie \| Vittorio Veneto-Sprint \| 2 h 47 min 09 s \| \| 2e \| Sara Felloni \| Italie \| Edil Savino \| + 0 s \| \| 3e \| Anna Wilson \| Australie \| Australie \| + 0 s \| \| 4e \| Nada Cristofoli \| Italie \| Vittorio Veneto-Sprint \| + 0 s \| \| 5e \| Zita Urbonaitė \| Lituanie \| Acca Due O-Lorena Camicie \| + 0 s \| \| 6e \| Zinaida Stahurskaia \| Biélorussie \| Mista Verde \| + 0 s \| \| 7e \| Mara Calliope \| Italie \| Mista Verde \| + 0 s \| \| 8e \| Cinzia Faccin \| Italie \| Mista Verde \| + 0 s \| \| 9e \| Valentyna Karpenko \| Ukraine \| Ukraine \| + 0 s \| \| 10e \| Monica Bandini \| Italie \| Edil Savino \| + 0 s \| |                     |             |                           |                 |
| |                     |             |                           |                 |
| |                     |             |                           |                 |
| Classement de l'étape |                     |             |                           |                 |
| Coureur | Coureur             | Pays        | Équipe                    | Temps           |
| 1re | Greta Zocca         | Italie      | Vittorio Veneto-Sprint    | 2 h 47 min 09 s |
| 2e | Sara Felloni        | Italie      | Edil Savino               | + 0 s           |
| 3e | Anna Wilson         | Australie   | Australie                 | + 0 s           |
| 4e | Nada Cristofoli     | Italie      | Vittorio Veneto-Sprint    | + 0 s           |
| 5e | Zita Urbonaitė      | Lituanie    | Acca Due O-Lorena Camicie | + 0 s           |
| 6e | Zinaida Stahurskaia | Biélorussie | Mista Verde               | + 0 s           |
| 7e | Mara Calliope       | Italie      | Mista Verde               | + 0 s           |
| 8e | Cinzia Faccin       | Italie      | Mista Verde               | + 0 s           |
| 9e | Valentyna Karpenko  | Ukraine     | Ukraine                   | + 0 s           |
| 10e | Monica Bandini      | Italie      | Edil Savino               | + 0 s           |

## Classement général final
| \| Classement général \| Classement général \| Classement général \| Classement général \| Classement général \| \| Coureuse \| Coureuse \| Pays \| Équipe \| Temps \| \| ------------------ \| ---------------------- \| ------------------ \| ------------------------- \| ------------------ \| \| 1re \| Fabiana Luperini \| Italie \| Mimosa-Sprint \| 30 h 33 min 18 s \| \| 2e \| Linda Jackson \| Canada \| Saeco-Timex \| + 2 min 22 s \| \| 3e \| Barbara Heeb \| Suisse \| Acca Due O-Lorena Camicie \| + 3 min 13 s \| \| 4e \| Edita Pučinskaitė \| Lituanie \| Acca Due O-Lorena Camicie \| + 5 min 10 s \| \| 5e \| Pia Sundstedt \| Finlande \| Mimosa-Sprint \| + 6 min 01 s \| \| 6e \| Joane Somarriba \| Espagne \| Vittorio Veneto-Sprint \| + 6 min 40 s \| \| 7e \| Alessandra Cappellotto \| Italie \| Acca Due O-Lorena Camicie \| + 6 min 59 s \| \| 8e \| Barbara Bandini \| Italie \| Edil Savino \| + 7 min 01 s \| \| 9e \| Valentina Polkhanova \| Russie \| Edil Savino \| + 10 min 46 s \| \| 10e \| Imelda Chiappa \| Italie \| Edil Savino \| + 11 min 08 s \| |                        |          |                           |                  |
| |                        |          |                           |                  |
| |                        |          |                           |                  |
| Classement général |                        |          |                           |                  |
| Coureuse | Coureuse               | Pays     | Équipe                    | Temps            |
| 1re | Fabiana Luperini       | Italie   | Mimosa-Sprint             | 30 h 33 min 18 s |
| 2e | Linda Jackson          | Canada   | Saeco-Timex               | + 2 min 22 s     |
| 3e | Barbara Heeb           | Suisse   | Acca Due O-Lorena Camicie | + 3 min 13 s     |
| 4e | Edita Pučinskaitė      | Lituanie | Acca Due O-Lorena Camicie | + 5 min 10 s     |
| 5e | Pia Sundstedt          | Finlande | Mimosa-Sprint             | + 6 min 01 s     |
| 6e | Joane Somarriba        | Espagne  | Vittorio Veneto-Sprint    | + 6 min 40 s     |
| 7e | Alessandra Cappellotto | Italie   | Acca Due O-Lorena Camicie | + 6 min 59 s     |
| 8e | Barbara Bandini        | Italie   | Edil Savino               | + 7 min 01 s     |
| 9e | Valentina Polkhanova   | Russie   | Edil Savino               | + 10 min 46 s    |
| 10e | Imelda Chiappa         | Italie   | Edil Savino               | + 11 min 08 s    |

## Classements annexes
| Classement par points | Classement par points  | Classement par points | Classement par points     | Classement par points |
| Coureuse              | Coureuse               | Pays                  | Équipe                    | Points                |
| --------------------- | ---------------------- | --------------------- | ------------------------- | --------------------- |
| 1re                   | Anna Wilson            | Australie             | Australie                 | 140 pts               |
| 2e                    | Barbara Heeb           | Suisse                | Acca Due O-Lorena Camicie | 117 pts               |
| 3e                    | Sara Felloni           | Italie                | Edil Savino               | 115 pts               |
| 4e                    | Fabiana Luperini       | Italie                | Mimosa-Sprint             | 110 pts               |
| 5e                    | Alessandra Cappellotto | Italie                | Acca Due O-Lorena Camicie | 101 pts               |

| Classement par points | Classement par points  | Classement par points | Classement par points     | Classement par points |
| Coureuse              | Coureuse               | Pays                  | Équipe                    | Points                |
| --------------------- | ---------------------- | --------------------- | ------------------------- | --------------------- |
| 1re                   | Anna Wilson            | Australie             | Australie                 | 140 pts               |
| 2e                    | Barbara Heeb           | Suisse                | Acca Due O-Lorena Camicie | 117 pts               |
| 3e                    | Sara Felloni           | Italie                | Edil Savino               | 115 pts               |
| 4e                    | Fabiana Luperini       | Italie                | Mimosa-Sprint             | 110 pts               |
| 5e                    | Alessandra Cappellotto | Italie                | Acca Due O-Lorena Camicie | 101 pts               |

| Classement de la montagne | Classement de la montagne | Classement de la montagne | Classement de la montagne | Classement de la montagne |
| Coureuse                  | Coureuse                  | Pays                      | Équipe                    | Points                    |
| ------------------------- | ------------------------- | ------------------------- | ------------------------- | ------------------------- |
| 1re                       | Fabiana Luperini          | Italie                    | Mimosa-Sprint             |                           |
| 2e                        | Barbara Heeb              | Suisse                    | Serotta-Appenzeller       |                           |

| Classement de la montagne | Classement de la montagne | Classement de la montagne | Classement de la montagne | Classement de la montagne |
| Coureuse                  | Coureuse                  | Pays                      | Équipe                    | Points                    |
| ------------------------- | ------------------------- | ------------------------- | ------------------------- | ------------------------- |
| 1re                       | Fabiana Luperini          | Italie                    | Mimosa-Sprint             |                           |
| 2e                        | Barbara Heeb              | Suisse                    | Serotta-Appenzeller       |                           |

| Classement du meilleur jeune | Classement du meilleur jeune | Classement du meilleur jeune | Classement du meilleur jeune | Classement du meilleur jeune |
| Coureuse                     | Coureuse                     | Pays                         | Équipe                       | Temps                        |
| ---------------------------- | ---------------------------- | ---------------------------- | ---------------------------- | ---------------------------- |
| 1re                          | Cindy Pieters                | Belgique                     | Vlaanderen 2002 Ladies       |                              |

| Classement du meilleur jeune | Classement du meilleur jeune | Classement du meilleur jeune | Classement du meilleur jeune | Classement du meilleur jeune |
| Coureuse                     | Coureuse                     | Pays                         | Équipe                       | Temps                        |
| ---------------------------- | ---------------------------- | ---------------------------- | ---------------------------- | ---------------------------- |
| 1re                          | Cindy Pieters                | Belgique                     | Vlaanderen 2002 Ladies       |                              |

## Évolution des classements
| Étape              |                             | Vainqueur _       | Classement général |
| ------------------ | --------------------------- | ----------------- | ------------------ |
| 1re étape          | étape de plaine             | Greta Zocca       | Greta Zocca        |
| 2e étape           | étape de plaine             | Greta Zocca       | Greta Zocca        |
| 3e étape           | étape vallonnée             | Diana Žiliūtė     | Sara Felloni       |
| 4e étape           | étape vallonnée             | Anna Wilson       | Sara Felloni       |
| 5e étape           | étape de montagne           | Fabiana Luperini  | Fabiana Luperini   |
| 6e étape           | étape vallonnée             | Fabiana Luperini  | Fabiana Luperini   |
| 7e a étape         | étape de plaine             | Anna Wilson       | Fabiana Luperini   |
| 7e b étape         | contre-la-montre individuel | Linda Jackson     | Linda Jackson      |
| 8e étape           | étape de moyenne montagne   | Luisiana Pegoraro | Linda Jackson      |
| 9e étape           | étape de montagne           | Fabiana Luperini  | Fabiana Luperini   |
| 10e étape          | étape de plaine             | Anna Wilson       | Fabiana Luperini   |
| 11e étape          | étape de montagne           | Pia Sundstedt     | Fabiana Luperini   |
| 12e étape          | étape vallonnée             | Greta Zocca       | Fabiana Luperini   |
| Classements finals | Classements finals          |                   | Fabiana Luperini   |

## Liste des participantes
| The Greenery Hawk GHT | The Greenery Hawk GHT | The Greenery Hawk GHT |
| --------------------- | --------------------- | --------------------- |
| Num                   | Coureuse              | Pos                   |
|                       | Mari Holden (USA)     | 29e                   |

| Saeco-Timex TIM | Saeco-Timex TIM  | Saeco-Timex TIM |
| --------------- | ---------------- | --------------- |
| Num             | Coureuse         | Pos             |
|                 | Susy Pryde (NZL) | 17e             |

| Sans équipe ___ | Sans équipe ___                 | Sans équipe ___ |
| --------------- | ------------------------------- | --------------- |
| Num             | Coureuse                        | Pos             |
|                 | Yuliya Murenkaya (UKR)          | 27e             |
|                 | Giana Roberge (USA)             | 54e             |
|                 | Iryna Chuzhynova (UKR)          | 56e             |
|                 | Monica Cantarini (ITA)          | 86e             |
|                 | Nicole Brändli (SUI)            | 25e             |
|                 | Kimberley Langton-Davidge (CAN) | 58e             |
|                 | Lucia Pizzolotto (ITA)          | 24e             |
|                 | Kristy Scrymgeour (AUS)         | 59e             |
|                 | Natalia Karimova (RUS)          | 60e             |
|                 | Miluše Flašková (CZE)           | 52e             |
|                 | Marianna Lorenzoni (ITA)        | 32e             |
|                 | Elke Cancellieri (ITA)          | 33e             |
|                 | Juanita Feldhahn (AUS)          | 40e             |
|                 | Šárka Víchová (CZE)             | 41e             |
|                 | Natalja Kistchuk (UKR)          | 50e             |
|                 | Wang Shuging (CHN)              | 45e             |
|                 | Elizabeth Tadich (AUS)          | 46e             |
|                 | Joan Wilson (USA)               | 37e             |
|                 | Valentyna Karpenko (UKR)        | 48e             |
|                 | Marinella Guarguaglini (ITA)    | 84e             |

| Vlaanderen 2002 Ladies ___ | Vlaanderen 2002 Ladies ___ | Vlaanderen 2002 Ladies ___ |
| -------------------------- | -------------------------- | -------------------------- |
| Num                        | Coureuse                   | Pos                        |
|                            | Cindy Pieters (BEL)        | 19e                        |

| Sans équipe ___ | Sans équipe ___       | Sans équipe ___ |
| --------------- | --------------------- | --------------- |
| Num             | Coureuse              | Pos             |
|                 | Ma Huizhen (CHN)      | 64e             |
|                 | Patricia Zulato (ITA) | 71e             |
|                 | Tomoko Fukumori (JPN) | 63e             |

| Vlaanderen 2002 Ladies ___ | Vlaanderen 2002 Ladies ___ | Vlaanderen 2002 Ladies ___ |
| -------------------------- | -------------------------- | -------------------------- |
| Num                        | Coureuse                   | Pos                        |
|                            | Vanja Vonckx (BEL)         | 61e                        |
|                            | Ruth Demeyer (BEL)         | 73e                        |

| Sans équipe ___ | Sans équipe ___        | Sans équipe ___ |
| --------------- | ---------------------- | --------------- |
| Num             | Coureuse               | Pos             |
|                 | Zou Huijuan (CHN)      | 81e             |
|                 | Geraldine Denham (AUS) | 79e             |
|                 | Beatrice Baesso (ITA)  | 82e             |
|                 | Cindy Bauwens (BEL)    | 83e             |
|                 | Samanta Loschi (ITA)   | 85e             |
|                 | Lisa Robinson (AUS)    | 75e             |
|                 | Yanxia Jiang (CHN)     | 76e             |
|                 | Oksana Saprykina (UKR) | 66e             |
|                 | Tomoko Sekiya (JPN)    | 68e             |
|                 | Olga Svirtchuk (UKR)   | 67e             |
|                 | Wang Weiping (CHN)     | 69e             |
|                 | Rebecca Bishop (GBR)   | 72e             |
|                 | Lory Laroy (BEL)       | 43e             |

| Mimosa-Sprint ___ | Mimosa-Sprint ___          | Mimosa-Sprint ___ |
| ----------------- | -------------------------- | ----------------- |
| Num               | Coureuse                   | Pos               |
| 1                 | Fabiana Luperini (ITA)     | 1re               |
| 2                 | Roberta Bonanomi (ITA)     | 11e               |
| 3                 | Catherine Marsal (FRA)     | 22e               |
| 4                 | Gabriella Pregnolato (ITA) | 42e               |
| 5                 | Valeria Cappellotto (ITA)  | 15e               |
| 6                 | Pia Sundstedt (FIN)        | 5e                |

| Australie AUS | Australie AUS | Australie AUS |
| ------------- | ------------- | ------------- |
| Num           | Coureuse      | Pos           |
| 11            | Tracey Gaudry | 35e           |
| 12            | Anna Wilson   | 14e           |

| SC Michela Fanini Record Rox MIC | SC Michela Fanini Record Rox MIC | SC Michela Fanini Record Rox MIC |
| -------------------------------- | -------------------------------- | -------------------------------- |
| Num                              | Coureuse                         | Pos                              |
| 25                               | Luisiana Pegoraro (ITA)          | 16e                              |
| 26                               | Katia Longhin (ITA)              | 65e                              |
| 27                               | Élisabeth Chevanne-Brunel (FRA)  | 13e                              |
| 28                               | Silvia Parietti (ITA)            | 53e                              |
| 29                               | Laurence Bernard (FRA)           | 44e                              |
| 30                               | Marika Murer (SUI)               | 39e                              |
| 31                               | Julie Young (USA)                | 23e                              |

| Acca Due O-Lorena Camicie ___ | Acca Due O-Lorena Camicie ___        | Acca Due O-Lorena Camicie ___ |
| ----------------------------- | ------------------------------------ | ----------------------------- |
| Num                           | Coureuse                             | Pos                           |
| 33                            | Edita Pučinskaitė (LTU)              | 4e                            |
| 38                            | Alessandra Cappellotto (ITA) (route) | 7e                            |
| 39                            | Zita Urbonaitė (LTU)                 | 20e                           |
| 40                            | Barbara Heeb (SUI)                   | 3e                            |

| Vittorio Veneto-Sprint ___ | Vittorio Veneto-Sprint ___ | Vittorio Veneto-Sprint ___ |
| -------------------------- | -------------------------- | -------------------------- |
| Num                        | Coureuse                   | Pos                        |
| 41                         | Marika Covre (ITA)         | 78e                        |
| 42                         | Greta Zocca (ITA)          | 55e                        |
| 43                         | Daniela Veronesi (SMR)     | 31e                        |
| 45                         | Sonia Rocca (ITA)          | 38e                        |
| 46                         | Joane Somarriba (ESP)      | 6e                         |
| 47                         | Nada Cristofoli (ITA)      | 28e                        |
| 48                         | Fátima Blázquez (ESP)      | 30e                        |
| 49                         | Samantha Rizzi (ITA)       | 70e                        |

| Sans équipe ___ | Sans équipe ___        | Sans équipe ___ |
| --------------- | ---------------------- | --------------- |
| Num             | Coureuse               | Pos             |
| 50              | Barbara Delvai (ITA)   | 57e             |
| 54              | Lucia Pizzolotto (ITA) |                 |

| Saeco-Timex TIM | Saeco-Timex TIM       | Saeco-Timex TIM |
| --------------- | --------------------- | --------------- |
| Num             | Coureuse              | Pos             |
| 57              | Linda Jackson (CAN)   | 2e              |
| 58              | Pamela Schuster (USA) | 21e             |
| 59              | Kendra Wenzel (USA)   | 74e             |

| Oliveiro Sport ___ | Oliveiro Sport ___   | Oliveiro Sport ___ |
| ------------------ | -------------------- | ------------------ |
| Num                | Coureuse             | Pos                |
| 67                 | Paola Ferretti (ITA) | 62e                |

| Edil Savino EDI | Edil Savino EDI            | Edil Savino EDI |
| --------------- | -------------------------- | --------------- |
| Num             | Coureuse                   | Pos             |
| 91              | Sara Felloni (ITA)         | 18e             |
| 92              | Sara Savino (ITA)          | 34e             |
| 93              | Monica Bandini (ITA)       | 8e              |
| 94              | Moira Tarraran (ITA)       | 36e             |
| 95              | Sonia Ugolini (ITA)        | 77e             |
| 96              | Imelda Chiappa (ITA)       | 10e             |
| 97              | Valentina Polkhanova (RUS) | 9e              |

| Albatros Lega del Filo d'oro ___ | Albatros Lega del Filo d'oro ___ | Albatros Lega del Filo d'oro ___ |
| -------------------------------- | -------------------------------- | -------------------------------- |
| Num                              | Coureuse                         | Pos                              |
| 101                              | Svetlana Guiguileva (UKR)        | 12e                              |
| 102                              | Regina Schleicher (GER)          | 47e                              |

| Mista Verde ___ | Mista Verde ___           | Mista Verde ___ |
| --------------- | ------------------------- | --------------- |
| Num             | Coureuse                  | Pos             |
| 111             | Zinaida Stahurskaia (BLR) | 26e             |
| 112             | Mara Calliope (ITA)       | 51e             |
| 113             | Cinzia Faccin (ITA)       | 49e             |

| The Greenery Hawk GHT | The Greenery Hawk GHT | The Greenery Hawk GHT |
| --------------------- | --------------------- | --------------------- |
| Num                   | Coureuse              | Pos                   |
|                       | Mari Holden (USA)     | 29e                   |

| Saeco-Timex TIM | Saeco-Timex TIM  | Saeco-Timex TIM |
| --------------- | ---------------- | --------------- |
| Num             | Coureuse         | Pos             |
|                 | Susy Pryde (NZL) | 17e             |

| Sans équipe ___ | Sans équipe ___                 | Sans équipe ___ |
| --------------- | ------------------------------- | --------------- |
| Num             | Coureuse                        | Pos             |
|                 | Yuliya Murenkaya (UKR)          | 27e             |
|                 | Giana Roberge (USA)             | 54e             |
|                 | Iryna Chuzhynova (UKR)          | 56e             |
|                 | Monica Cantarini (ITA)          | 86e             |
|                 | Nicole Brändli (SUI)            | 25e             |
|                 | Kimberley Langton-Davidge (CAN) | 58e             |
|                 | Lucia Pizzolotto (ITA)          | 24e             |
|                 | Kristy Scrymgeour (AUS)         | 59e             |
|                 | Natalia Karimova (RUS)          | 60e             |
|                 | Miluše Flašková (CZE)           | 52e             |
|                 | Marianna Lorenzoni (ITA)        | 32e             |
|                 | Elke Cancellieri (ITA)          | 33e             |
|                 | Juanita Feldhahn (AUS)          | 40e             |
|                 | Šárka Víchová (CZE)             | 41e             |
|                 | Natalja Kistchuk (UKR)          | 50e             |
|                 | Wang Shuging (CHN)              | 45e             |
|                 | Elizabeth Tadich (AUS)          | 46e             |
|                 | Joan Wilson (USA)               | 37e             |
|                 | Valentyna Karpenko (UKR)        | 48e             |
|                 | Marinella Guarguaglini (ITA)    | 84e             |

| Vlaanderen 2002 Ladies ___ | Vlaanderen 2002 Ladies ___ | Vlaanderen 2002 Ladies ___ |
| -------------------------- | -------------------------- | -------------------------- |
| Num                        | Coureuse                   | Pos                        |
|                            | Cindy Pieters (BEL)        | 19e                        |

| Sans équipe ___ | Sans équipe ___       | Sans équipe ___ |
| --------------- | --------------------- | --------------- |
| Num             | Coureuse              | Pos             |
|                 | Ma Huizhen (CHN)      | 64e             |
|                 | Patricia Zulato (ITA) | 71e             |
|                 | Tomoko Fukumori (JPN) | 63e             |

| Vlaanderen 2002 Ladies ___ | Vlaanderen 2002 Ladies ___ | Vlaanderen 2002 Ladies ___ |
| -------------------------- | -------------------------- | -------------------------- |
| Num                        | Coureuse                   | Pos                        |
|                            | Vanja Vonckx (BEL)         | 61e                        |
|                            | Ruth Demeyer (BEL)         | 73e                        |

| Sans équipe ___ | Sans équipe ___        | Sans équipe ___ |
| --------------- | ---------------------- | --------------- |
| Num             | Coureuse               | Pos             |
|                 | Zou Huijuan (CHN)      | 81e             |
|                 | Geraldine Denham (AUS) | 79e             |
|                 | Beatrice Baesso (ITA)  | 82e             |
|                 | Cindy Bauwens (BEL)    | 83e             |
|                 | Samanta Loschi (ITA)   | 85e             |
|                 | Lisa Robinson (AUS)    | 75e             |
|                 | Yanxia Jiang (CHN)     | 76e             |
|                 | Oksana Saprykina (UKR) | 66e             |
|                 | Tomoko Sekiya (JPN)    | 68e             |
|                 | Olga Svirtchuk (UKR)   | 67e             |
|                 | Wang Weiping (CHN)     | 69e             |
|                 | Rebecca Bishop (GBR)   | 72e             |
|                 | Lory Laroy (BEL)       | 43e             |

| Mimosa-Sprint ___ | Mimosa-Sprint ___          | Mimosa-Sprint ___ |
| ----------------- | -------------------------- | ----------------- |
| Num               | Coureuse                   | Pos               |
| 1                 | Fabiana Luperini (ITA)     | 1re               |
| 2                 | Roberta Bonanomi (ITA)     | 11e               |
| 3                 | Catherine Marsal (FRA)     | 22e               |
| 4                 | Gabriella Pregnolato (ITA) | 42e               |
| 5                 | Valeria Cappellotto (ITA)  | 15e               |
| 6                 | Pia Sundstedt (FIN)        | 5e                |

| Australie AUS | Australie AUS | Australie AUS |
| ------------- | ------------- | ------------- |
| Num           | Coureuse      | Pos           |
| 11            | Tracey Gaudry | 35e           |
| 12            | Anna Wilson   | 14e           |

| SC Michela Fanini Record Rox MIC | SC Michela Fanini Record Rox MIC | SC Michela Fanini Record Rox MIC |
| -------------------------------- | -------------------------------- | -------------------------------- |
| Num                              | Coureuse                         | Pos                              |
| 25                               | Luisiana Pegoraro (ITA)          | 16e                              |
| 26                               | Katia Longhin (ITA)              | 65e                              |
| 27                               | Élisabeth Chevanne-Brunel (FRA)  | 13e                              |
| 28                               | Silvia Parietti (ITA)            | 53e                              |
| 29                               | Laurence Bernard (FRA)           | 44e                              |
| 30                               | Marika Murer (SUI)               | 39e                              |
| 31                               | Julie Young (USA)                | 23e                              |

| Acca Due O-Lorena Camicie ___ | Acca Due O-Lorena Camicie ___        | Acca Due O-Lorena Camicie ___ |
| ----------------------------- | ------------------------------------ | ----------------------------- |
| Num                           | Coureuse                             | Pos                           |
| 33                            | Edita Pučinskaitė (LTU)              | 4e                            |
| 38                            | Alessandra Cappellotto (ITA) (route) | 7e                            |
| 39                            | Zita Urbonaitė (LTU)                 | 20e                           |
| 40                            | Barbara Heeb (SUI)                   | 3e                            |

| Vittorio Veneto-Sprint ___ | Vittorio Veneto-Sprint ___ | Vittorio Veneto-Sprint ___ |
| -------------------------- | -------------------------- | -------------------------- |
| Num                        | Coureuse                   | Pos                        |
| 41                         | Marika Covre (ITA)         | 78e                        |
| 42                         | Greta Zocca (ITA)          | 55e                        |
| 43                         | Daniela Veronesi (SMR)     | 31e                        |
| 45                         | Sonia Rocca (ITA)          | 38e                        |
| 46                         | Joane Somarriba (ESP)      | 6e                         |
| 47                         | Nada Cristofoli (ITA)      | 28e                        |
| 48                         | Fátima Blázquez (ESP)      | 30e                        |
| 49                         | Samantha Rizzi (ITA)       | 70e                        |

| Sans équipe ___ | Sans équipe ___        | Sans équipe ___ |
| --------------- | ---------------------- | --------------- |
| Num             | Coureuse               | Pos             |
| 50              | Barbara Delvai (ITA)   | 57e             |
| 54              | Lucia Pizzolotto (ITA) |                 |

| Saeco-Timex TIM | Saeco-Timex TIM       | Saeco-Timex TIM |
| --------------- | --------------------- | --------------- |
| Num             | Coureuse              | Pos             |
| 57              | Linda Jackson (CAN)   | 2e              |
| 58              | Pamela Schuster (USA) | 21e             |
| 59              | Kendra Wenzel (USA)   | 74e             |

| Oliveiro Sport ___ | Oliveiro Sport ___   | Oliveiro Sport ___ |
| ------------------ | -------------------- | ------------------ |
| Num                | Coureuse             | Pos                |
| 67                 | Paola Ferretti (ITA) | 62e                |

| Edil Savino EDI | Edil Savino EDI            | Edil Savino EDI |
| --------------- | -------------------------- | --------------- |
| Num             | Coureuse                   | Pos             |
| 91              | Sara Felloni (ITA)         | 18e             |
| 92              | Sara Savino (ITA)          | 34e             |
| 93              | Monica Bandini (ITA)       | 8e              |
| 94              | Moira Tarraran (ITA)       | 36e             |
| 95              | Sonia Ugolini (ITA)        | 77e             |
| 96              | Imelda Chiappa (ITA)       | 10e             |
| 97              | Valentina Polkhanova (RUS) | 9e              |

| Albatros Lega del Filo d'oro ___ | Albatros Lega del Filo d'oro ___ | Albatros Lega del Filo d'oro ___ |
| -------------------------------- | -------------------------------- | -------------------------------- |
| Num                              | Coureuse                         | Pos                              |
| 101                              | Svetlana Guiguileva (UKR)        | 12e                              |
| 102                              | Regina Schleicher (GER)          | 47e                              |

| Mista Verde ___ | Mista Verde ___           | Mista Verde ___ |
| --------------- | ------------------------- | --------------- |
| Num             | Coureuse                  | Pos             |
| 111             | Zinaida Stahurskaia (BLR) | 26e             |
| 112             | Mara Calliope (ITA)       | 51e             |
| 113             | Cinzia Faccin (ITA)       | 49e             |

Source pour les participantes ayant terminé l'épreuve. Les dossards ne sont pas connus. Sigrid Corneo est indiquée comme faisant partie de l'équipe "master" par cycling news.

## Organisation
L'Union Ciclistica Vittorio Veneto organise l'épreuve.
Sur le podium, ce sont des mannequins masculins qui célèbrent les vainqueurs.